# Costa di Shirase
La costa di Shirase (centrata alle coordinate 78°30′S 156°00′W) è una porzione della costa della Dipendenza di Ross, in Antartide. In particolare, la costa di Shirase si estende tra capo Colbeck (77°07′S 158°01′W), all'estremità nordorientale della penisola di Edoardo VII, a est, e l'estremità settentrionale del flusso di ghiaccio MacAyeal (80°10′S 151°00′W), a ovest, e confina a est con la costa di Saunders e a sud con la costa di Siple. La costa di Shirase è di fatto l'estremità settentrionale della costa antartica che fiancheggia la parte orientale della barriera di Ross, la quale si estende, appunto, anche davanti alla costa di Shirase fino all'altezza della baia di Okuma.

## Storia
La costa di Shirase è stata così battezzata dal Comitato neozelandese per i toponimi antartici in onore del tenente Nobu Shirase (1861-1946), comandante di una spedizione antartica giapponese, la cui nave, chiamata Kainan Maru, navigò vicino a questa costa nel gennaio del 1912. Gli esploratori giapponesi sbarcarono sia nella baia Kainan che nella baia delle Balene, per intraprendere poi un viaggio di 280 km verso sud-est all'interno della barriera di Ross, un altro gruppo sbarcò invece poco al largo della penisola di Edoardo VII per poi dirigersi verso le monti della Regina Alessandra.